# ديفيد فانس
ديفيد فانس (بالإنجليزية: David Vance)‏ هو شخصية أعمال وسياسي أمريكي، ولد في 18 فبراير 1836، وتوفي في 9 أكتوبر 1912. حزبياً، نشط في الحزب الجمهوري. وقد انتخب عضو جمعية ولاية ويسكونسن.